# Stefan Quante
Stefan Quante (* 19. Juni 1959 in Bochum) ist ein deutscher Journalist, der vor allem zu kulinarischen und gastronomischen Themen arbeitet.

## Biographie
Quante studierte Germanistik und Sozialwissenschaften an der Bochumer Universität und in Auslandssemestern in Paris und Genf. Dort begann er, sich für kulinarische Themen zu interessieren.
Nachdem er bei der Westfalenpost als Redakteur volontiert hatte, wechselte er 1988 zum WDR. Er moderierte hier die ersten anderthalb Jahre in der Fernseh-Unterhaltung für Zimmer Frei. Seitdem arbeitet er vor allem als Reporter und als Moderator. Seit 2001 ist er Redakteur beim WDR-Reportage-Magazin Hier und Heute.
Von 2003 an bestimmen die kulinarischen Sendungen Die Kulinarische Reportage und À la carte sein journalistisches Hauptthema. Hier berichtet Quante vor allem  über Spitzen-Gastronomie in Hotels und auf Schiffen sowie von außergewöhnlichen Kochkursen und Weinproben. Für die Berliner Tageszeitung Der Tagesspiegel schreibt er seit 2000 vorwiegend kulinarische Reise-Reportagen.
Stefan Quante ist verheiratet und lebt mit seiner Frau und einem seiner Kinder in Heiligenhaus.

## Film-Reportagen im WDR (Auswahl)
- 2001: Drei Sterne in der Wüste (über Jean-Claude Bourgueil im Burj Al Arab)
- 2003: Der Duft der Weine (über Sommelier Markus del Monego)
- 2004: Das Dorf der Sterne (über Claus-Peter Lumpp, Harald Wohlfahrt und Jörg Sackmann in Baiersbronn)
- 2004: Gastkoch auf dem Luxusliner
- 2004: Fastenkur für Feinschmecker
- 2004: Drei Sterne auf Reisen (über Dieter Müller auf dem Gourmet-Festival von Gstaad)
- 2004: Küche von einem anderen Stern (über Ferran Adrià)
- 2004: Der Jahrhundert-Koch (über Eckart Witzigmann)
- 2004: Waldschweine und junge Reben (über Karl-Heinz Wolf)
- 2004: Der Wein-Reiseleiter (über Jens Priewe)
- 2004: Das Gourmet-Festival
- 2005: Nachhilfe beim Fernsehkoch (über Martina Meuth und Bernd Neuner-Duttenhofer)
- 2005: Kocholymp im Bergischen (über Dieter Müller und Joachim Wissler)
- 2006: Der Koch von Rom (über Heinz Beck)
- 2006: Der Guru mit der feinen Zunge (über Jürgen Dollase)
- 2006: Der Koch der Königin (über Anton Mosimann)
- 2006: Zwei Sterne ziehen um (über Thomas Bühner)
- 2006: Klopse und Granaten (Weinprobe bei Dieter Müller)
- 2006: Kochende Moleküle (über einen Molekular-Kochkurs in Essen)
- 2006: Glückliche Waldschweine und junge Reben (über Karl-Heinz Wolf)[4]
- 2007: Wenn Kinder kochen
- 2008: Champagner, Labskaus, pralle Segel  (über Bobby Bräuer auf einem kulinarischen Segeltörn)
- 2012: Grünkohl für die Jury (über den Bocuse d’Or 2012)
- 2016: Wien – à la carte. Eine kulinarische Reportage.[5]
- 2016: Paris – à la carte. Eine kulinarische Reportage.[6]
- 2016: New York à la carte: Lebensträume im Big Apple.[7]

## Auszeichnungen
- 2001: Ernst-Schneider-Preis in der Kategorie beste Wirtschaftsreportage für „Geld schläft nicht“
- 2010: 18. Träger des Rumohr-Rings [1]